# Markedsclearing
Markedsclearing betegner den situation, hvor udbuddet på et marked er lig med efterspørgslen. Markedsmekanismen, dvs. prisdannelsen på markedet, vil i en række tilfælde sikre markedsclearing, idet prisen vil ændre sig, hvis der er en tendens til, at udbuddet enten er større eller mindre end efterspørgslen, og dermed udligne forskellen. Man siger i det tilfælde, at prisen "clearer" markedet.
Markedsclearing er dermed et eksempel på en markedsligevægt, men er ikke synonymt hermed, idet der også kan forekomme markedsligevægte, hvor der ikke er markedsclearing. Det vil afhænge af markedsforholdene. Hvis der er fuldkommen konkurrence på et marked, vil ligevægten på dette marked altid indebære, at der også er markedsclearing, men i forskellige modeller med ufuldkommen konkurrence og forskellige former for markedsfejl vil udbud og efterspørgsel ikke nødvendigvis være lige store i den ligevægt, der fremkommer på markedet. I økonomiske modeller for arbejdsmarkedet, der forklarer, hvordan arbejdsløshed kan opstå, vil der eksempelvis ikke være markedsclearing, idet (ufrivillig) ledighed netop er et udtryk for, at udbuddet af arbejdskraft overstiger efterspørgslen efter arbejdskraften. Denne tilstand kan godt være en ligevægtssituation i eksempelvis en model med monopolfagforeninger eller en effektivitetslønmodel.